# Miguel Lobos Barrenechea
Miguel Lobos Barrenechea (Santiago de Chile, 10 de febrero de 1984) es un Ingeniero civil    y destacado ajedrecista chileno. Lobos realizó sus estudios de Ingeniería Civil en la Universidad de Chile , casa de estudios donde se tituló

## Resultados destacados en competición
Fue  ganador del Campeonato de ajedrez de Chile del año 2000.
Desde niño Lobos tuvo una destacada actuación dentro del del ajedrez chileno  que en su etapa juvenil llevó a Lobos a un lugar sobresaliente  que le permitió representar a Chile en los más altos torneos tanto nacionales como extranjeros